# Abdulla Yusuf Helal
Abdulla Yusuf Helal (arab. عبد الله يوسف هلال; ur. 12 czerwca 1993 w Manamie) – bahrajński piłkarz grający na pozycji napastnika. Od 2019 jest zawodnikiem klubu Bohemians 1905, do którego jest wypożyczony ze Slavii Praga.

## Kariera piłkarska
Swoją karierę piłkarską Halal rozpoczął w klubie East Riffa Club, w którym w 2011 roku zadebiutował w pierwszej lidze bahrajńskiej. W sezonie 2013/2014 zdobył z nim Puchar Bahrajnu. W sezonie 2017/2018 grał w Al-Muharraq. Wywalczył z nim mistrzostwo Bahrajnu.
Latem 2018 roku Halal przeszedł do Bohemiansu 1905. Swój debiut w nim zanotował 28 lipca 2018 w przegranym 2:4 wyjazdowym meczu z 1. FK Příbram. W debiucie zdobył gola. W styczniu 2019 został wykupiony za pół miliona euro przez Slavię Praga i do końca sezonu 2018/2019 wypożyczony do Bohemiansu.

## Kariera reprezentacyjna
W reprezentacji Bahrajnu Helal zadebiutował 15 sierpnia 2012 w przegranym 0:3 towarzyskim meczu z Azerbejdżanem. W 2015 roku został powołany do kadry na Puchar Azji 2015, a w 2019 na Puchar Azji 2019.